# 图赖讷商会
图赖讷商会（法語：Chambre de commerce et d'industrie de Touraine）是法国图赖讷地区的商会，总部设在图尔法夫尔街4号，建于1757年。建筑师Pierre Meunier 。